# Мелкопятнистая макрель
Мелкопятнистая макрель или японская королевская макрель, или савара (лат. Scomberomorus niphonius) — вид рыб семейства скумбриевых. Обитают в умеренных водах северо-западной части Тихого океана между 45° с. ш. и 18° с. ш. и между 108° в. д. и 143° в. д. Океанодромные рыбы, встречаются на глубине до 200 м. Максимальная длина тела 100 см. Основной промысловый вид макрели в Японии.

## Ареал
Мелкопятнистая макрель обитает в субтропических и умеренных водах Тихого океана к югу от острова Хокайдо (у берегов Китая, Гонконга, Кореи и Тайваня. В водах России встречается в заливе Петра Великого. Эти эпипелагические неретические рыбы держатся на глубине до 200 м, совершают сезонные миграции, связанные с 
и нагулом.

## Описание

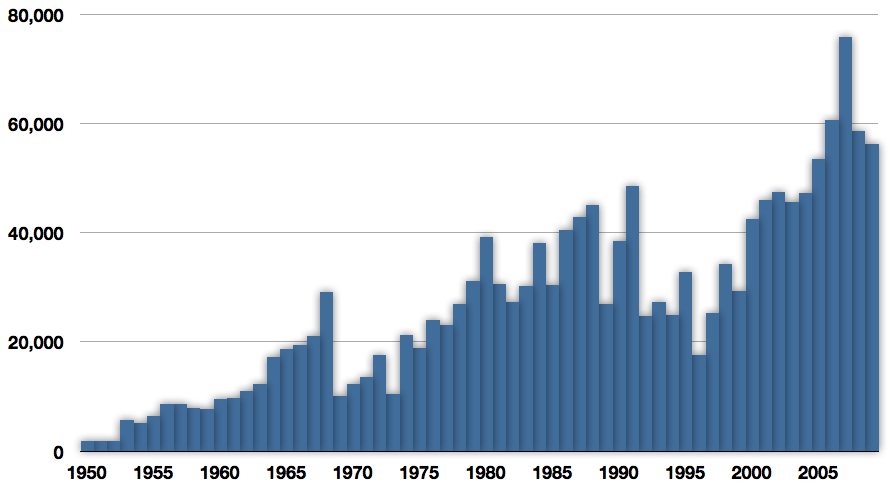
Данные по уловам мелкопятнистой макрели

У мелкопятнистых макрелей веретеновидное тело, сжатое с боков. Плавательный пузырь отсутствует. Длина рыла короче оставшейся длины головы. Имеются сошниковые и нёбные зубы. Верхнечелюстная кость не спрятана под предглазничную. 2 спинных плавника разделены небольшим промежутком. Боковая линия не волнистая, резко изгибается под вторым спинным плавником. Брюшные плавники маленькие. Брюшной межплавниковый отросток маленький и раздвоенный. Зубы на языке отсутствуют. Количество жаберных тычинок на первой жаберной дуге 11—15. Позвонков 48—50. В первом спинном плавнике 19—21 колючих лучей, во втором спинном 15—19 и в анальном плавнике 16—20 мягких лучей. Позади второго спинного и анального плавников пролегает ряд более мелких плавничков (6—9 и 7—9, соответственно), помогающих избегать образования водоворотов при быстром движении. Грудные плавники образованы 21—23 лучами. Спина серовато-голубого цвета. Бока и брюхо серовато-стальные, по бокам тянутся 7 и более продольных рядов мелких пятнышек. Максимальная зарегистрированная длина 1 м, а масса 7,1 кг. 

## Биология

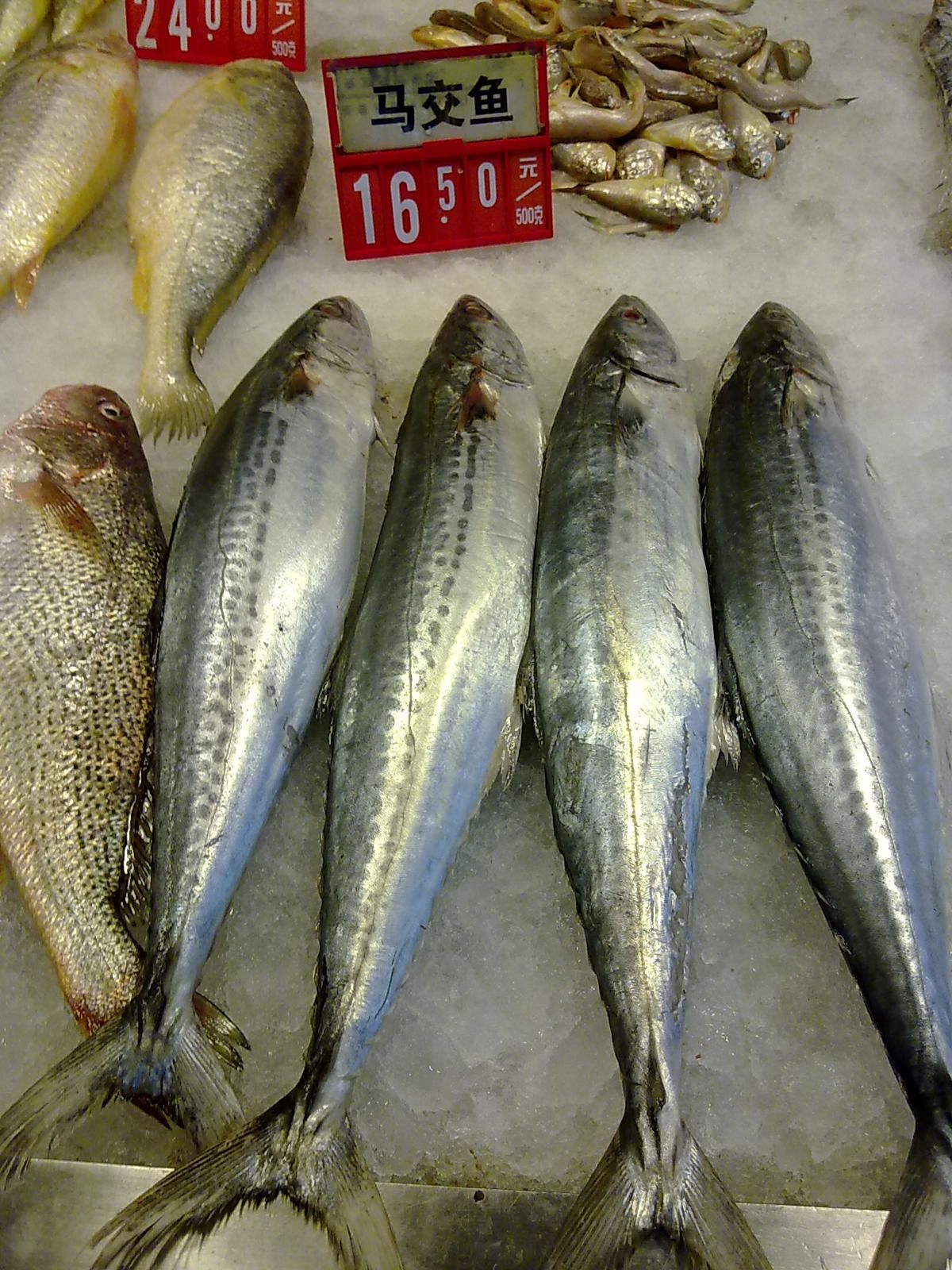
Мелкопятнистая макрель на рынке в Юньнани (Китай)

Пелагическая стайная рыба, держится в основном в прибрежных водах.
Макрели совершают миграции, связанные с нерестом в марте-июне и приплывают в места нагула в сентябре-ноябре. Они нерестятся в прибрежной зоне в апреле-мае. Икра пелагическая. Плодовитость достигает 550—570 тысяч икринок. Самцы и самки достигают половой зрелости при длине тела до развилки хвоста 40 см и 60 см соответственно. Продолжительность жизни оценивается в 6 лет. Длина поколения около 2—3 года.
Основу рациона этого хищника составляют мелкие пелагические рыбы (анчоус, ставрида, сайра), а также кальмары и каракатицы.

## Взаимодействие с человеком
Ценная промысловая рыба, особенно в Японии. Мясо высокого качества, белое. Больше ценится мелкопятнистая макрель, выловленная зимой. В Японии из мяса этой рыбы делают сашими. Промысел ведётся кошельковыми и дрейфующими ставными неводами, сетями, троллами и удебными средствами. Мелкопятнистая макрель поступает на рынок в основном в свежем виде. Данных для оценки Международным союзом охраны природы охранного статуса вида является близки к уязвимому положению.